# Schanze an der Hundsschüppe
Die Schanze an der Hundsschüppe war eine Skisprungschanze von der Größe K 32 im Ortsteil Cronenberg der nordrhein-westfälischen Stadt Wuppertal.

## Geschichte
Die im Gelpetal in der Nähe der Mündung des Saalbaches in die Gelpe, an der Stadtgrenze zu Remscheid, liegende Schanze wurde nach langer Suche nach einem geeigneten Grundstück 1932 durch den drei Jahre zuvor gegründeten Ski-Club Cronenberg gebaut. Das Hanggrundstück wurde von dem Hammerschmied Ernst Jöker, Besitzer der benachbarten Hundsschüppe und des 1904 errichteten Ausflugslokals Haus Zillertal, zur Verfügung gestellt.
Zum ersten Mal genutzt wurde sie, obwohl noch nicht ganz fertiggestellt, bei günstiger Schneelage am 28. Februar 1933 vom Ski-Club Cronenberg, der dort ein Schauspringen veranstaltete. Die offizielle Einweihung erfolgte 1934. Der Bau der Schanze, die Sprünge bis zu 22 Meter zuließ, verbrauchte 4000 Arbeitsstunden. Sie war die einzige Schanze, die innerhalb der Stadtgrenzen einer deutschen Großstadt lag.

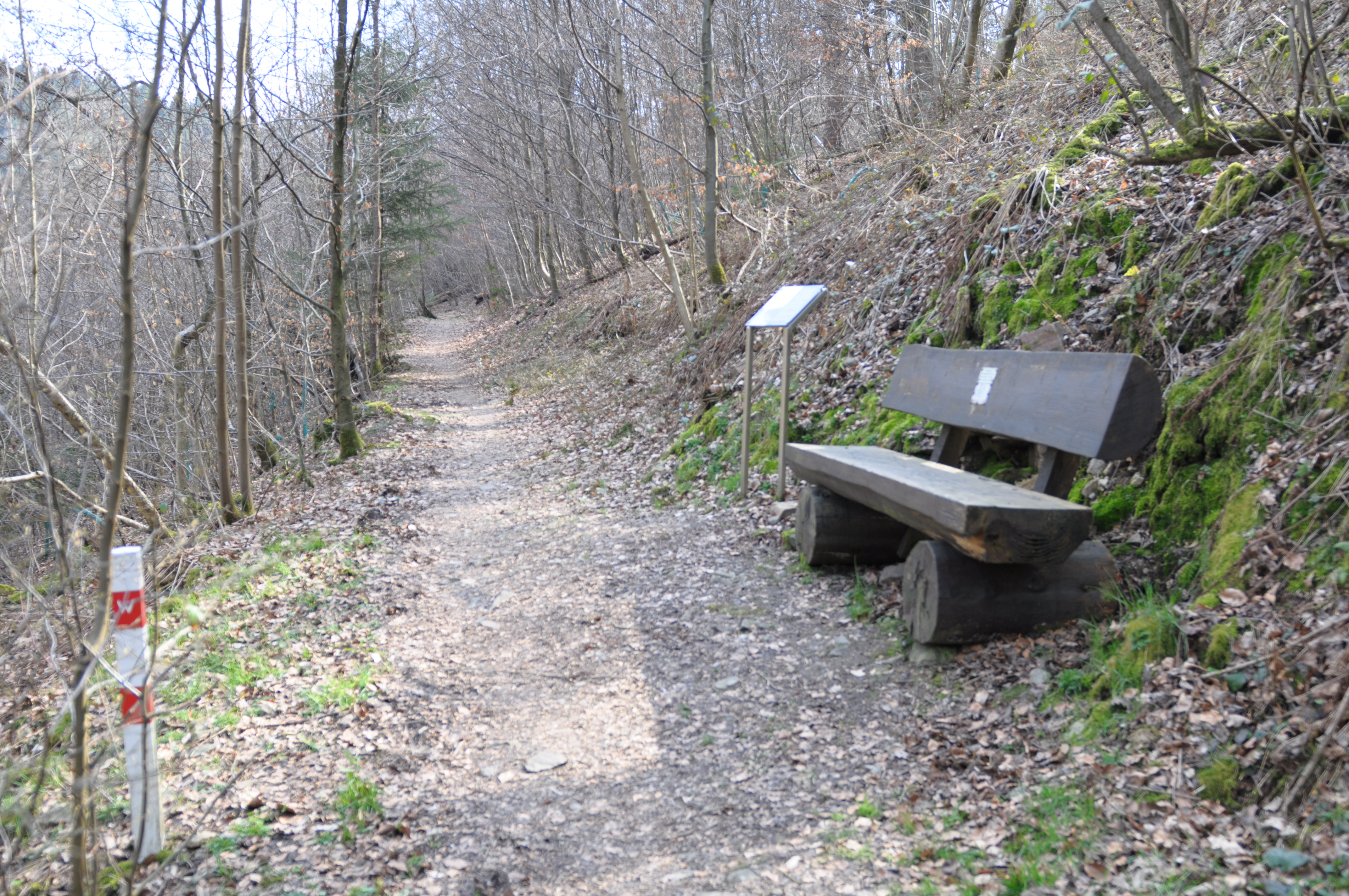
Bank und Gedenktafel an der ehemaligen Skisprungschanze

Während des Zweiten Weltkriegs verfiel die Schanze, die Holzbretter und -balken wurden zum Heizen verwendet. Der Wiederaufbau begann 1948, die offizielle Wiedereröffnung erfolgte am Neujahrstag 1951. Da der Auslauf recht kurz war und nicht über den Bach verlängert werden durfte, kam es vor, dass Springer in der Gelpe landeten. Die Schanze war in den 1950er-Jahren regelmäßig Austragungsort für die Niederrheinmeisterschaften im Skispringen. 1959 wurde die Schanze erweitert. Am 17. Januar 1959 sprang Paul Mehling, der damalige Vorsitzende des Ski-Clubs Cronenberg, mit 33,0 Metern einen neuen Schanzenrekord. Ein Fernsehteam des Westdeutschen Rundfunks war bei diesem Sprung vor Ort. In den 1970er-Jahren wurde die Schanze stillgelegt. Am 13. Februar 2009 wurde eine Gedenktafel am Ort der ehemaligen Schanze eingeweiht.